# Titani(III) phosphide
Titan(III) phosphide là một hợp chất vô cơ có thành phần chính là hai nguyên tố titan và phosphor, với công thức hóa học được quy định là TiP. Hợp chất này thường tồn tại dưới dạng bột màu xám. TiP cũng là một kim loại dẫn điện và có điểm nóng chảy cao. Hợp chất TiP không phản ứng với bất kì loại axit nào cũng như không phản ứng với nước thông thường. Các tính chất vật lý của TiP tương phản với nhóm 1 và nhóm 2 phosphor có chứa anion P3 (như hợp chất Na3P), TiP không phải là kim loại và có thể xảy ra thủy phân một cách dễ dàng. Titan(III) phosphide được phân loại vào nhóm hợp chất "kim loại giàu phosphor", nơi các điện tử hóa trị từ kim loại bị delocal hóa.

## Điều chế
Titan(III) phosphide có thể được điều chế bằng cách cho TiCl4 phản ứng với PH3.

## Các titan phosphide khác
Ngoài titan(III) phosphide, titan còn có nhiều hợp chất phosphide khác, với các công thức hóa học bao gồm Ti3P, Ti2P, Ti7P4, Ti5P3, Ti4P3. Ti5P3, và Ti4P3.
Hợp chất titan(III) phosphide cũng thường bị nhầm lẫn với titan(IV) phosphat hoặc titan(IV) isopropoxit, và cả hai hợp chất này đôi khi được biết đến bằng cái tên viết tắt TIP.